# Karl Sverkersson
Pour les articles homonymes, voir Charles VII et Charles, prince de Suède.
Karl Sverkersson est roi de Suède de 1161 à sa mort à Visingsö, le 12 avril 1167.
Il figure parfois dans l'historiographie sous le nom de « Charles VII » dans les listes de rois de Suède, mais cette numérotation est sans fondement historique : au XVIe siècle, le roi Charles IX adopte, comme son frère Éric XIV avant lui, son numéro d'ordre à partir de l'Historia de omnibus Gothorum Sueonumque regibus de Johannes Magnus, qui inclut six rois « Charles/Karl » fictifs.

## Biographie
Karl Sverkersson fils de Sverker Ier l'Ancien et d'Ulvhild est proclamé roi par les Östgötar c'est-à-dire les habitants de la province d'Östergötland, dès 1152. Il devient ensuite roi de l'ensemble du Götaland à la mort de son père en 1156. Après s'être débarrassé du prétendant Magnus et de son frère le Jarl Rögnvald lors d'un combat à Örebro, il est enfin reconnu par tout le pays en 1161. Karl Sverkersson s'appuie sur le Danemark et épouse Kristina Stigdotter, fille de Stig Hvidtaledhr et de la princesse Margareta, nièce de Valdemar Ier, qui est conduite en Suède par le jarl Guthorm en 1163.
Il fit la guerre aux habitants de l'Ingrie et de l'Estonie pour les contraindre à embrasser le Christianisme, fonda beaucoup d'églises et de monastères qu'il dota richement. L'église de Suède dépend depuis sa création de l'archevêque de Hambourg-Brême, en 1103 elle est rattachée à l'archevêque de Lund, primat de l'église danoise. En 1164, le roi Karl obtient l'érection du siège épiscopal d'Uppsala comme archevêché par le Pape Alexandre III. Son premier titulaire, Stephanus, un moine cistercien de l'Abbaye d'Alvastra, envoyé comme ambassadeur auprès du souverain pontife est sacré à Sens. Cette mesure affirme l'indépendance religieuse du pays et renforce son unité car il constitue désormais une province ecclésiastique propre. C'est à cette époque que le roi remplace son simple titre de Rex Svecie par celui de Rex Sveorum et Gothorum.
Cependant le pouvoir du clergé tendant à empiéter sur les prérogatives royales, il allait y mettre un terme, lorsqu'il est assassiné le 12 avril 1167 à Visingsö à l'instigation du fils d'Éric le Saint, Knut Erikson, subitement revenu d'un exil de trois ans en Norvège. Ce meurtre est à l'origine d'une guerre civile liée aux revendications au trône de ses parents Kol et Burislev qui se poursuit jusqu'en 1173.

## Union et descendance
Karl Sverkerson et son épouse Kristina Stigdotter, fille de Stig Hvidtaledhr et de la princesse Margareta, sœur de Valdemar Ier de Danemark, laissent :
- Sverker II de Suède.